# Ландин, Коди
Коди Ландин (англ. Cody Lundin; род. 15 марта 1967, Прескотт, Аризона, США) — американский инструктор по выживанию в Школе первобытных навыков выживания в Прескотте, Аризона, которую он основал в 1991 году. Там он учит навыкам выживания в дикой местности (от англ. homestead — фермерский участок-усадьба, земельный надел из фонда свободных земель на Западе США). Ландин также в прошлом играл главную роль в паре с Дэйвом Кэнтербери в телешоу «Выжить вместе», транслировавшееся на канале Discovery Channel.
Коди — единственный ребёнок в семье, его отец служил в армии. В раннем детстве его семья часто меняла место жительства, пока не остались жить в Ларами, Вайоминг, где Ландин окончил среднюю и старшую школу. После окончания старшей школы жил на улицах, в коммунах и у друзей, пока не окончил колледж в Прескотте, Аризона. Ландин имеет бакалавр искусств в области глубинной психологии и холизма.
Коди Ландин также является автором двух книг, связанных с навыками выживания и готовностью к катаклизмам: «36.6 градусов: Искусство оставаться в живых» и «Когда весь ад срывается: Что вам нужно, если случилась катастрофа».
В 2004 году Ландин принимал участие в шоу «Потерянный в дикой природе», транслировавшееся на канале Discovery Channel.
Ландин играл главную роль в телешоу «Выжить вместе» с 2010 по 2014 года. Там он демонстрировал различные навыки выживания, при этом носив шорты и не носив обуви в любую погоду. 17 февраля 2014 года Ландин на своей странице в Facebook сообщил о его увольнении с шоу в связи с расхождениями во мнении насчет безопасности.
Коди Ландин живёт «вне сетки», в землянке собственной разработки, работающей на солнечной энергии, в северной Аризоне, собирает дождевую воду, делает из продуктов жизнедеятельности компост и ничего не платит за коммунальные услуги.